# Episodi di Yellowstone (seconda stagione)
La seconda stagione della serie televisiva Yellowstone, composta da dieci episodi, è stata trasmessa negli Stati Uniti per la prima volta dall'emittente Paramount Network dal 19 giugno al 28 agosto 2019.
In Italia, la stagione è andata in onda in prima visione sul canale satellitare Sky Atlantic dal 2 al 30 settembre 2020. In chiaro è stata trasmessa per la prima volta da LA7 dal 30 maggio 2022.
| nº | Titolo                  | Prima TV USA   | Prima TV Italia   |
| -- | ----------------------- | -------------- | ----------------- |
| 1  | A Thundering            | 19 giugno 2019 | 2 settembre 2020  |
| 2  | New Beginnings          | 26 giugno 2019 | 2 settembre 2020  |
| 3  | The Reek of Desperation | 10 luglio 2019 | 9 settembre 2020  |
| 4  | Only Devils Left        | 17 luglio 2019 | 9 settembre 2020  |
| 5  | Touching Your Enemy     | 24 luglio 2019 | 16 settembre 2020 |
| 6  | Blood the Boy           | 31 luglio 2019 | 16 settembre 2020 |
| 7  | Resurrection Day        | 7 agosto 2019  | 23 settembre 2020 |
| 8  | Behind Us Only Grey     | 14 agosto 2019 | 23 settembre 2020 |
| 9  | Enemies by Monday       | 21 agosto 2019 | 30 settembre 2020 |
| 10 | Sins of the Father      | 28 agosto 2019 | 30 settembre 2020 |

## A Thundering
- Diretto da: Ed Bianchi
- Scritto da: Taylor Sheridan e John Coveny

### Trama
John Dutton riceve una delle solite visite formali di Dan Jenkins, ribadendogli per l'ennesima volta la sua ferma posizione di non vendere i suoi poderi. Jamie, ormai diseredato, va a vivere con Christina, continua la sua campagna come procuratore distrettuale, ma inizia a pentirsi della sua battaglia intrapresa contro suo padre. Beth, sempre in guerra perenne contro Jamie, presenta al padre Cassidy Reid, la nuova candidata procuratrice generale da poter schierare contro l'odiato fratello. Si intensificano nel ranch gli scontri sempre più accesi tra Walker e Rip, Monica, lasciato Kayce, inizia la fisioterapia, mentre John si accascia al suolo vittima di un'ulcera perforata e viene ricoverato d'urgenza.
- Guest star: Steven Williams (Cowboy), Michael Nouri (Bob Schwartz), Kelly Rohrbach (Cassidy Reid), Taylor Sheridan (Travis Wheatley), Ryan Bingham (Walker), Tanaya Beatty (Avery), Katherine Cunningham (Christina), Steve Coulter (Mel Thompson), Rya Kihlstedt (Sam la veterinaria).
- Ascolti USA: telespettatori 2 411 000 – rating 18-49 anni 0,45%[3]

## New Beginnings
- Diretto da: Ed Bianchi
- Scritto da: Taylor Sheridan

### Trama
Dimessosi dall'ospedale, John torna nella sua tenuta e si tiene in colloquio privato con Rip. Il patriarca del Montana dà disposizioni al suo stretto sodale su Kayce quale erede del ranch e di tutte le sue proprietà, e per riuscire in ciò chiede a Rip di fare un passo indietro. Un favore pesante come un macigno, ma tuttavia, egli obbedisce. Beth capisce il piano ordito dal padre dai lividi che Rip ha in volto, rimediati dopo una rissa persa volontariamente con Kayce. Si rivolge adirata per dimostrargli il disappunto per il trattamento riservato al suo uomo. John la cautela assicurandole che la situazione in cui vige Rip è soltanto momentanea.
Monica continua la fisioterapia e tiene la sua prima lezione alla facoltà di Storia Americana, mentre Walker spinge sempre di più per andarsene dal ranch.
- Guest star: Steven Williams (Cowboy), Michael Nouri (Bob Schwartz), Martin Sensmeier (Martin), Ryan Bingham (Walker), Tanaya Beatty (Avery), Steve Coulter (Mel Thompson), Brian Unger (dott. Stafford).
- Ascolti USA: telespettatori 2 214 000 – rating 18-49 anni 0,54%[4]

## The Reek of Desperation
- Diretto da: Stephen Kay
- Scritto da: Taylor Sheridan

### Trama
Jamie viene a sapere della nuova candidata come procuratore distrettuale scelta da Beth e vorrebbe continuare la sua candidatura nonché la battaglia contro suo padre, ma serve un supporto economico che egli non ha. Ad accorrere in suo aiuto, in tal senso, è Thomas Rainwater, ma Jamie prima prende tempo, per poi rifiutare, ritenendo immorale farsi aiutare da chi ha attaccato in passato la sua famiglia. Decide di ritirarsi, scatenando la furia di Christina, che immediatamente lo lascia. A Jamie non resta altro che rientrare a casa. Kayce è alle prese con le pratiche burocratiche gestite dal padre, per diventare agente del bestiame. Ritrova sua moglie e suo figlio nel loro nuovo alloggio messo a disposizione dall'Università, e prova a riconciliarsi con Monica. I fratelli Teal e Malcolm Beck, due imprenditori che gestiscono una grande catena di sale slot, vengono a sapere del progetto del duo Jenkins-Rainwater, e si dirigono dal primo dei due per un nuovo accordo ed evitare la concorrenza. In caso di rifiuto, che Jenkins gli oppone, Malcolm gli vuol revocare la licenza per rivendere alcolici, visto che è a capo della commissione per la loro vendita. Dan Jenkins però non si lascia intimidire. Nel frattempo qualcuno avvelena il bestiame di John Dutton.
- Guest star: Wendy Moniz (Governatrice Lynelle Perry), Kelly Rohrbach (Cassidy Reid), Martin Sensmeier (Martin), Neal McDonough (Malcolm Beck), Tanaya Beatty (Avery), Ryan Bingham (Walker), Katherine Cunningham (Christina), Terry Serpico (Teal Beck), James Jordan (rappresentante del bestiame Steve Hendon), Lane Garrison (Ray), Ryan Dorsey (Blake).
- Ascolti USA: telespettatori 2 281 000 – rating 18-49 anni 0,43%[5]

## Only Devils Left
- Diretto da: Stephen Kay
- Scritto da: Brett Conrad e Taylor Sheridan

### Trama
Kayce, Rip e Jimmy scoprono lo sterminio che si è accavallato sugli appezzamenti del loro ranch. John, alle prese con l'investitura ufficiale di Cassidy Reid a procuratore generale del Montana, viene informato e convinto che il colpevole sia Dan Jenkins, manda Kayce a investigare. Jenkins nel frattempo è con Thomas Rainwater a partecipare alla cerimonia di annessione alla riserva dei terreni su cui sorgeranno il casinò e l’hotel. Poi avvisa il socio in affari del pericolo rappresentante i Beck, ma il capo della riserva rassicura che a Broken Rock non c'è alcun bisogno di una licenza per poter smerciare alcolici.
Jamie, tornato a occuparsi degli aspetti legali, scopre che il ranch è stato inserito in un fondo patrimoniale gestito da sua sorella. Poi parte dal suo telefono un messaggio in vivavoce da parte di Sarah Nguyen, che cerca ultimi passaggi per poter infangare definitivamente John Dutton. Beth scopre il messaggio e chiede al fratello di costei. Jamie risponde alla sorella con un'altra domanda, quella sul fondo patrimoniale istituito da lei. 
Jimmy ha dei problemi con degli ex soci, ai quali deve 8000 dollari. Questi per sollecitarlo del pagamento, gli picchiano il nonno. Avery che ha assistito a quanto accaduto chiede spiegazioni a Jimmy. 
I Beck fanno visita a John offrendogli un'alleanza contro Jenkins e Rainwater per evitare concorrenza quando verrà attuato il loro progetto sui terreni adiacenti ai suoi. John rifiuta, ribadendogli la ferma volontà di continuare da solo la battaglia contro i suoi nemici, senza alcun appoggio. E mentre Kayce continua la ricerca sullo sterminio del bestiame, il patriarca del Montana ordina ai suoi mandriani di bruciare le carcasse morte degli animali, per poter far ripartire il suo ranch.
- Guest star: Wendy Moniz (Governatrice Lynelle Perry), Kelly Rohrbach (Cassidy Reid), Martin Sensmeier (Martin), Neal McDonough (Malcolm Beck), Ryan Bingham (Walker), Atticus Todd (Ben Waters), Tanaya Beatty (Avery),  Terry Serpico (Teal Beck), Timothy Carhart (procuratore generale Stewart), Hugh Dillon (sceriffo Donnie Haskell), James Jordan (rappresentante del bestiame Steve Hendon), Lane Garrison (Ray), Ryan Dorsey (Blake), Don Harvey (Jerry Hayes).
- Ascolti USA: telespettatori 2 078 000 – rating 18-49 anni 0,47%[6]

## Touching Your Enemy
- Diretto da: John Dahl
- Scritto da: John Coveny, Ian McCulloch e Taylor Sheridan

### Trama
Beth continua a rinfacciare a suo padre la scelta di declassare Rip a vantaggio di Kayce per fargli ereditare il ranch. Jamie, ormai rientrato a sbrigare gli aspetti legali degli affari di famiglia, cerca di trovare un modo per liberarsi della giornalista Sarah Nguyen senza che il resto dei familiari sappiano quanto abbia già confessato dinanzi a lei. Kayce irrompe nella casa di Jenkins per farlo parlare riguardo alla strage che ha colpito il bestiame del suo ranch, ma Dan nega di esservi coinvolto e più volte ribatte la sua estraneità ai fatti. Kayce gli crede, ma il padre no, una volta saputo quanto gli ha riferito il figlio. Monica sembra voler tornare con suo marito, ma sembra cedere alle avances del suo fisioterapista. Jamie, sempre più in preda al panico sembra non trovare via di uscita dalla situazione in cui si è impelagato con la giornalista, e alla fine sputa il rospo dinanzi alla sorella. Beth, su tutte le furie poi lo obbliga di confessare tutto dinanzi al padre.
- Guest star: Kelly Rohrbach (Cassidy Reid), Taylor Sheridan (Travis Wheatley), Ryan Bingham (Walker), Hugh Dillon (sceriffo Donnie Haskell), Michaela Conlin (Sarah Nguyen, voce), Kylie Rogers (Beth Dutton da giovane), Wolé Parks (Torry).
- Ascolti USA: telespettatori 2 183 000 – rating 18-49 anni 0,46%[7]

## Blood the Boy
- Diretto da: John Dahl
- Scritto da: Brett Conrad e Taylor Sheridan

### Trama
John incontra Jamie per risolvere lo spinoso problema della giornalista Nguyen. L'unico modo secondo il patriarca del Montana è incontrarla, parlarla ed eventualmente farle causa. Jamie si reca all'incontro con Sarah, ma le trattative per una rinuncia di quanto fatto tra di loro contro suo padre va a vuoto. La giornalista è sempre più decisa ad andare fino in fondo e affondare in tutto e per tutto l'intera famiglia dei Dutton. Jamie, preso dal panico la aggredisce e per farla tacere per sempre la strangola. Poi chiede aiuto a Rip per inquinare le prove. L'incontro divenuto poi un delitto si è svolto sulle rive di un fiume, dunque l'unico modo per riuscire nell'intento è simulare un incidente in canoa. Per farlo Rip chiama in causa anche Walker, che seppur riluttante verso quanto sta accadendo, arriva in aiuto di Jamie e Rip. John apprende la morte della giornalista da un notiziario ed è soddisfatto. Successivamente va a parlare a quattrocchi con Dan e si convince definitivamente che questi non c'entra nulla con lo sterminio del bestiame. Jenkins gli ribadisce che dietro la strage ci sono i Beck, addossandosi la colpa per metterlo contro lo stesso John. L'altro socio in affari di Jenkins, Thomas Rainwater riceve un'allettante offerta dai Beck, poi rifiutata pur di non fargli costruire il casinò per motivi di concorrenza. Per tutta risposta i due fratelli replicano che faranno di tutto per non farglielo costruire, ma il capo della riserva di Broken Rock non si lascia intimidire. Su suggerimento di Lloyd, Jimmy partecipa ad un rodeo per rimediare la somma che gli serve e ripianare il debito di 8000 dollari con i suoi ex soci. Il giovane mandriano accetta e vince il torneo. Dopo l'incontro con Jenkins, John capisce che entrambi, più Rainwater hanno lo stesso problema legato ai Beck e propone loro un incontro al fine di far fronte comune per risolvere la questione.
- Guest star: Neal McDonough (Malcolm Beck), Josh Lucas (John Dutton da giovane), Martin Sensmeier (Martin), Ryan Bingham (Walker), Katherine Cunningham (Christina), Terry Serpico (Teal Beck), Hugh Dillon (sceriffo Donnie Haskell), Michaela Conlin (Sarah Nguyen), Wolé Parks (Torry).
- Ascolti USA: telespettatori 2 272 000 – rating 18-49 anni 0,56%[8]

## Resurrection Day
- Diretto da: Ben Richardson
- Scritto da: John Coveny, Ian McCulloch e Taylor Sheridan

### Trama
John va a commemorare la scomparsa di sua moglie, defunta da 21 anni. Poi va con Rip ad evitare il suicidio di Jamie, preso ancora dal rimorso per le sue ultime vicende che hanno messo a repentaglio la vita e le proprietà terriere dei suoi familiari. Riesce a farlo desistere e in seguito a ciò Jamie cambia vita diventando un semplice mandriano. I fratelli Beck continuano con le loro intimidazioni: uccidono il miglior croupier del casinò di Rainwater, revocano la licenza di vendita degli alcolici a Jenkins e infine uno dei due, Malcolm, cerca invano di corrompere Beth chiedendole di convincere il padre a passare dalla parte sua e di suo fratello Teal. Beth ovviamente rifiuta e per tutta risposta si ritrova vittima di violenze da parte di due sicari inviati dai Beck. Rip fa in tempo a salvarla e uccidere i due aggressori, ma viene ferito da un proiettile al fianco e Beth gravemente provata dalle ferite riportate dall'attentato a suo danno. I due, seppur stremati, si dichiarano. Jason, l'assistente di Beth, non ce la fa e perde la vita prima dell'arrivo di Rip. Kayce, riconciliatosi definitivamente con Monica corre sul luogo dell'agguato insieme a suo padre, poi rispedisce i due sicari, impiccandoli dinanzi all'uscio di casa di Malcolm Beck.
- Guest star: Neal McDonough (Malcolm Beck), Dave Annable (Lee Dutton), Domenick Lombardozzi (uomo mascherato), Atticus Todd (Ben Waters), Brian Unger (dott. Stafford), Terry Serpico (Teal Beck), Rya Kihlstedt (Sam la veterinaria), Wolé Parks (Torry), Scott Deckert (secondo uomo mascherato).
- Ascolti USA: telespettatori 2 311 000 – rating 18-49 anni 0,53%[9]

## Behind Us Only Grey
- Diretto da: Ben Richardson
- Scritto da: Brett Conrad e Taylor Sheridan

### Trama
John si apparta con Jenkins e Rainwater e decidono finalmente di fare alleanza insieme contro i Beck. Malcolm Beck, è adirato per l'attentato andato a vuoto ai Dutton con la perdita dei suoi sicari. Decide di passare a maniere più forti puntando a ciò che il patriarca del Montana tiene più a cuore. Terminano le ricerche dello sceriffo Steve Handon sulla strage del bestiame di John, e ne conclude che i Beck sono colpevoli.
Jimmy ritira i soldi della vincita al rodeo e li consegna a Ray. In teoria il debito è saldato, ma il suo ex socio vuole altri mille dollari per i danni causati da Avery, da tempo ormai congedatasi dal ranch dei Dutton, e dal suo scherzetto con lo spray scaccia-orsi. Al confine con la riserva, vicino al cantiere del nuovo casinò, qualcuno da dentro un pick-up spara a una guardia, uccidendola. John accorre con i suoi figli sul luogo del delitto, portandosi dietro anche Jamie, che in quell'occasione riveste i panni dell'avvocato. La guerra contro i Beck, ormai è ben avviata.
- Guest star: Neal McDonough (Malcolm Beck), Atticus Todd (Ben Waters), Terry Serpico (Teal Beck), Hugh Dillon (sceriffo Donnie Haskell), James Jordan (rappresentante del bestiame Steve Hendon), Lane Garrison (Ray), Ryan Dorsey (Blake), Wolé Parks (Torry).
- Ascolti USA: telespettatori 2 541 000 – rating 18-49 anni 0,51%[10]

## Enemies by Monday
- Diretto da: Guy Ferland
- Scritto da: Taylor Sheridan e Eric Beck

### Trama
Jimmy apprende la morte di suo nonno a causa di un aneurisma, ma sa che non è vero. Dietro la sua morte c'è il suo ex socio Ray. Tenta di farsi giustizia da solo, ma Rip glielo impedisce, promettendo che vendicheranno insieme la morte di suo nonno col beneplacito di Kayce. I tre vanno insieme a Lloyd nella roulotte dove rinchiudono gli ex soci di Jimmy e la fanno saltare con questi all'interno con la fuoriuscita di gas provenienti da una bombola. Problemi di natura semitica per Monica che durante una visita ad una boutique viene ingiustamente accusata del furto di un anello che la stessa proprietaria dello stabile aveva contribuito a far sparire. Arrivano le guardie su chiamata di quest' ultima che umiliano Monica facendola spogliare. Prima di subire le umiliazioni nella Boutique, fa in tempo a chiamare Beth, che rimette tutto in ordine ed umilia la proprietaria della boutique, la quale è stata in passato sua compagna di scuola. Quest' ultima poi ammette lo sbaglio e di aver agito solo per motivi razziali, ignorando però il vincolo di parentela che scorre tra Monica e Beth. Dan Jenkins, in guai finanziari seri propone a John di acquistare il suo club-resort, ma riceve risposta negativa. Il patriarca del Montana possiede già spese incombenti sul suo ranch e non se lo può permettere. Di sera John si trattiene con Tate, ma quando lo manda a dare la biada al suo puledro personale durante la cena, se ne perdono le tracce. Iniziano le ricerche sulla sua scomparsa che coinvolge tutti i mandriani durante la notte.
- Guest star: Steven Williams (Cowboy), Katherine Cunningham (Christina), Wolé Parks (Torry), Lane Garrison (Ray), Ryan Dorsey (Blake), Allison Dunbar (Veronique).
- Ascolti USA: telespettatori 2 458 000 – rating 18-49 anni 0,53%[11]

## Sins of the Father
- Diretto da: Stephen Kay
- Scritto da: Taylor Sheridan e Eric Beck

### Trama
Dan Jenkins manda altrove moglie e figlia consapevole di un attacco a breve dei Beck. Esso avviene ed egli perde la vita insieme alla sua guardia personale per mano di due sicari inviati dai due fratelli. John, i suoi figli e i mandriani passano al contrattacco per recuperare il piccolo Tate dai Beck. Come commissario di agente del bestiame dà l'incarico a Kayce per passare all'azione. Questi poi promette alla moglie di riportare il loro figlio a casa e grazie agli uomini dello sceriffo, riesce a trovare l'abitazione dei Beck. All'interno però vi trova solo uno dei due, Teal che lo uccide ma solo dopo essersi informato sul nascondiglio ove è nascosto Tate, in un accampamento alla base delle Crazy Mountains. Nel frattempo John chiede a Beth una modifica ai documenti sul suo fondo fiduciario, e riceve l'appoggio da Thomas Rainwater nella guerra contro i Beck. Il capo della riserva di Broken Rock, non ha mai considerato John suo amico, ma non approva quanto han fatto i Beck per i loro scopi, e gli manda in soccorso il suo fido assistente Mo, augurandogli di ritrovare il nipote. Rip legge la lettera del fondo fiduciario e scoppia in lacrime per la commozione: John lo ha sempre considerato un figlio e gli ha lasciato tutto in eredità, convinto inizialmente da non avere abbastanza figli da poter proteggere la sua valle. A Crazy Mountains i Dutton con mandriani e Mo a seguito trovano l'accampamento, sbaragliano l'esercito di Malcolm Beck ma non vi trovano Tate. John uccide poi Malcolm facendosi dire dov' è nascosto il nipote. Dopo una seconda irruzione Kayce riesce a trovarlo e riportarlo, seppur terrorizzato a casa dalla moglie, sano e salvo.
- Guest star: Dabney Coleman (John Dutton Sr.), Neal McDonough (Malcolm Beck), Hugh Dillon (sceriffo Donnie Haskell), Terry Serpico (Teal Beck), James Jordan (rappresentante del bestiame Steve Hendon), Wolé Parks (Torry).
- Ascolti USA: telespettatori 2 808 000 – rating 18-49 anni 0,59%[12]